# 1259
Високе Середньовіччя •  Реконкіста •  Хрестові походи •  Монгольська імперія

## Геополітична ситуація
На території колишньої Візантійської імперії існує декілька держав, зокрема Латинська імперія, Нікейська імперія та Трапезундська імперія. У Священній Римській імперії триває період міжцарства (до 1273). У Франції править Людовик IX (до 1270).
Апеннінський півострів розділений: північ належить Священній Римській імперії, середню частину займає Папська область, південь належить Сицилійському королівству. Деякі міста півночі: Венеція, Піза, Генуя тощо, мають статус міст-республік.
Майже весь Піренейський півострів займають християнські Кастилія, Леон (Астурія, Галісія), Наварра, Арагонське королівство (Арагон, Барселона) та Португалія, під владою маврів залишилися тільки землі на самому півдні. Генріх III є королем Англії (до 1272), а королем Данії — Ерік V (до 1286).
Ярлик від Золотої Орди на княжіння у Володимирі-на-Клязьмі має Олександр Невський. Король Русі Данило Романович править у Галичі. На чолі королівства Угорщина стоїть Бела IV (до 1270). У Кракові княжить Болеслав V Сором'язливий (до 1279).
У Єгипті правлять мамлюки, у Сирії — Аюбіди. Невеликі території на Близькому Сході утримують хрестоносці. У Магрибі розпадається держава Альмохадів. Сельджуки, які окупували Малу Азію, опинилися під владою монголів. Монгольська імперія поділена між спадкоємцями Чингісхана. Північний Китай підкорений монголами, на півдні править династія Сун. Делійський султанат є наймогутнішою державою Північної Індії, а на півдні Індії домінує Чола. В Японії триває період Камакура.
Цивілізація майя переживає посткласичний період. Почала зароджуватися цивілізація ацтеків.

## Події
- Ординці на чолі з Ногаєм здійснили напад на Литву й Польщу, придушили непокору Данила Галицького.
- Французький король Людовик IX та англійський король Генріх III уклали угоду, за якою Генріх поступався претензіями на французькі володіння своїх предків, а Людовик відмовлявся від підтримки бунтівників в Англії.
- Парламент Англії оголосив Вестмінстерські провізії, що доповнювали Оксфордські провізії, встановлюючи захист від свавілля не тільки великих магнатів.
- Після смерті Хрістофера I королем Данії став його малолітній син Ерік V.
- Любек, Вісмар та Росток уклали угоду щодо спільної протидії піратам у Балтійському морі.
- У битві при Пелагонії війська Нікейської імперії здобули перемогу над силами Ахейського князівства, що було кроком до відновлення Візантійської імперії.
- Після смерті великого хана Мунке на правління монгольською імперією став претендувати Ариг-буга, але він не мав загальної підтримки, що призвело до громадянської війни.
- Хан Хубілай проводив успішну кампанію проти династії Сун, але, довідавшись про смерть Мунке уклав з супротивником перемир'я.
- Хан Хулагу захопив Едесу й Харран у Сирії й оголосив ультиматум Єгипту, де правили мамлюки, які відмовилися скоритися.
- На півночі сучасного Таїланду виникла держава Ланна.
- Створено фрески Боянської церкви в Болгарії.